# 佩勒姆公園道車站 (IRT代里大道線)
佩勒姆公園道車站（英語：Pelham Parkway station）是紐約地鐵IRT代里大道線一個地鐵站，位於布朗克斯佩勒姆公園道及河濱長廊（站內錯誤顯示為「河濱長廊大道」（Esplanade Avenue），設有2號線（僅週末停站）及5號線（僅平日停站）列車服務。

## 車站結構
| G        | 街道層站舍         | 出入口、閘機、車站詢問處                                                                     |
| P 月台層 | 北行               | 往伊斯徹斯特-代里大道（干丘路）                                                              |
| P 月台層 | 島式月台，左側開門 |                                                                                              |
| P 月台層 | 北行快速           | 無服務                                                                                       |
| P 月台層 | 南行快速           | 無服務                                                                                       |
| P 月台層 | 島式月台，左側開門 |                                                                                              |
| P 月台層 | 南行               | 往夫拉特布殊大道-布魯克林學院（平日）/滾球綠地（平日深夜）/東180街（週末深夜）（莫里斯公園） |

此站原先於1912年5月29日作為紐約、威斯徹斯特及波士頓鐵路的快車停靠站啟用，設有兩個島式月台和四條軌道。車站於1937年12月12日該鐵路宣佈破產後關閉，但在紐約市將布朗克斯一段的鐵路收購作為地鐵系統後重新使用。
今天，兩條慢車軌道繼續營運，而南行快車軌道則作為測試軌道之用。北行快車軌道在車站北端和北面隧道入口中間結束，該軌道曾經在車站以南的一個止衝擋結束。此站設有兩個島式月台，但不被視為快車站。此站的北行快車軌道於2014年10月重新鋪設，以便進行代里大道線信號系統現代化工程的工程車使用。
佩勒姆公園道是代里大道線唯一完全位於地下的車站，亦是唯一一個位於地下但原意不是作為地鐵用途的地鐵站。此站亦是IRT最北端的地下車站。

## 外部連結
- nycsubway.org—IRT White Plains Road Line: Pelham Parkway
- Station Reporter — 5 Train
- The Subway Nut — Pelham Parkway Pictures （页面存档备份，存于）
- New York Westchester and Boston Railway - Pelham Parkway Station（页面存档备份，存于）
- Entrance north of Pelham Parkway from Google Maps Street View
- Platforms from Google Maps Street View